# O Estado Judeu
Der Judenstaat (O Estado Judeu) é um livro escrito em alemão pelo jornalista austríaco Theodor Herzl, e publicado em fevereiro de 1896 em Leipzig e Viena. Seu subtítulo é "Versuch einer modernen Lösung der Judenfrage" ("Proposta de uma solução moderna para a questão dos judeus"). É considerado um dos mais importantes textos do movimento sionista. 
Theodor Herzl era editor literário do jornal Neue Freie Presse. Em seu livro, escrito na forma de panfleto, argumentou que o problema do antissemitismo só seria resolvido quando os judeus dispersos pelo mundo pudessem se reunir e se estabelecer num estado nacional independente.
Logo após o Primeiro Congresso Sionista, realizado em 29 de agosto de 1897 na cidade suíça de Basileia, foi criada a Organização Sionista Mundial, tendo Herzl como presidente.